# Los Guapos
Los Guapos är en ort i Mexiko.   Den ligger i kommunen Tlaltenango de Sánchez Román och delstaten Zacatecas, i den centrala delen av landet, 500 km nordväst om huvudstaden Mexico City. Los Guapos ligger 1 780 meter över havet och antalet invånare är 245.
Terrängen runt Los Guapos är varierad. Runt Los Guapos är det glesbefolkat, med 16 invånare per kvadratkilometer. Närmaste större samhälle är Tlaltenango de Sánchez Román, 11,2 km söder om Los Guapos. I omgivningarna runt Los Guapos växer huvudsakligen savannskog.